# Stefan Zweig
Stefan Zweig [ʃtéːfan tsvaik] (Viena, Imperi Austrohongarès, 28 de novembre de 1881 - Petrópolis, Brasil, 22 de febrer de 1942) va ser un escriptor austríac. 

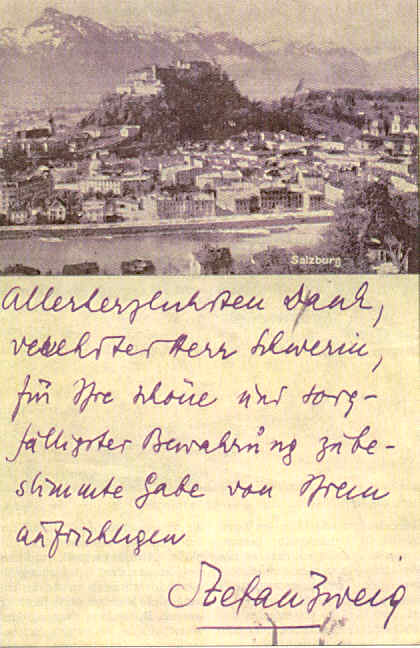
Postal escrita per Stefan Zweig el 1927 des de Salzburg.

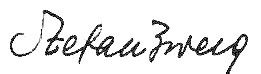
Signatura de Stefan Zweig

Zweig va escriure novel·les, històries curtes i diverses biografies, la més famosa de les quals és, probablement, la de Maria I d'Escòcia. Es va publicar en alemany amb el títol de Maria Stuart i en anglès amb el títol de (The) Queen of Scots o Mary, Queen of Scotland and the Isles. De vegades, quan el sentiment antigermànic s'estava estenent, les seves obres es van publicar en anglès amb el pseudònim de "Stephen Branch" (una traducció del seu nom real). De la seva biografia de la reina Maria Antonieta se'n va arribar a fer una adaptació per a una pel·lícula de la Metro Goldwin Mayer (MGM), amb l'actriu Norma Shearer en el paper protagonista. De la seva novel·la Viatge al passat, el director Patrice Leconte va fer una adaptació cinematogràfica el 2013, A Promise.

## Biografia

### Joventut i fins als anys 1910
Nascut a Viena, Zweig era fill de Moritz Zweig, un acabalat fabricant tèxtil jueu, i d'Ida (Brettauer) Zweig, filla d'una família de banquers italians. Va estudiar filosofia i història de la literatura, matèries que li van permetre entrar en contacte amb l'avantguarda cultural vienesa de l'època.
Va ser en aquest ambient que, el 1901, va publicar els primers poemes, una col·lecció titulada Silberne Saiten ("Cordes d'argent") en la qual s'endevinava la influència d'Hugo von Hofmannsthal i de Rainer Maria Rilke. El 1904 va publicar la primera novel·la, gènere que conrearia especialment durant la seva carrera.
Zweig va desenvolupar un estil literari molt particular, que unia una acurada construcció psicològica amb una brillant tècnica narrativa.
A més a més de les seves creacions en dramatúrgia, periodisme i assaig, Zweig va treballar en traduccions d'autors com Paul Verlaine, Charles Baudelaire i Émile Verhaeren.
El 1910 viatjà a l'Índia i el 1912 a l'Amèrica del Nord. El 1913 es va traslladar a Salzburg, on va viure gairebé vint anys.
Durant la Primera Guerra Mundial, i després d'haver servit en l'exèrcit austríac (com a empleat de l'Oficina de Guerra, ja que havia estat declarat no apte per al combat), es va haver d'exiliar a Zúric a causa de les seves conviccions antibel·licistes, conseqüència de la influència del seu amic, el pacifista francès Romain Rolland.
D'aquest període és Jeremiah, una obra antibèl·lica que va escriure mentre estava servint en l'exèrcit i que va ser publicada durant el seu exili a Suïssa. Aquesta peça teatral de tema bíblic, inspirada en la guerra europea, va ser exhibida a Nova York el 1939.
Immediatament després, es va establir a Suïssa, on va treballar com a corresponsal per a la premsa lliure vienesa i on escrivia per a alguns diaris hongaresos. Gràcies a les seves amistats, entre les quals es comptaven Hermann Hesse i Pierre Jean Jouve, va poder publicar visions independents sobre la turbulenta realitat europea d'aquells dies.
La solvència econòmica de la seva família li va permetre de seguir conreant la seva gran passió: viatjar; i va ser així com va adquirir la gran consciència de tolerància que ha quedat plasmada en les seves obres, les primeres a protestar contra la intervenció d'Alemanya en la Gran Guerra.

### De 1918 fins al 1934
Després de l'armistici de 1918, va poder tornar a Àustria. El 1920 es va casar a Salzburg amb Friderike Maria Burger von Winternitz, una admiradora de la seva obra, que havia conegut vuit anys abans.
Com a intel·lectual compromès, Zweig es va enfrontar amb vehemència amb les doctrines nacionalistes i amb l'esperit de revenja que es respirava a l'època. Va escriure sobre tot això en una llarga sèrie de novel·les i drames, en el període més productiu de la seva vida. Conegué Thomas Mann i Max Reinhardt.
El relat històric Grans moments de la humanitat, que va publicar el 1927, es manté, encara avui dia, entre els seus llibres de major èxit. El 1928 Zweig viatjà a la Unió Soviètica. Dos anys després va visitar Albert Einstein en el seu exili a Princeton. Al llarg de la seva vida, Zweig va cultivar l'amistat de personalitats com Maksim Gorki, Rainer Maria Rilke, Auguste Rodin, i Arturo Toscanini. El 1934 va publicar la seva triple biografia Mental Healers, i un assaig sobre els orígens de la Ciència Cristiana i de la psicoanàlisi.
El compositor Richard Strauss es va negar a eliminar el nom de Zweig, com a llibretista, del cartell de l'òpera Die schweigsame Frau (La dona silenciosa), estrenada a Dresden, malgrat el seu origen jueu. Per aquest motiu, Hitler va refusar d'anar a l'estrena tal com estava previst i l'obra es va prohibir després d'haver-se representat tan sols tres cops.

La religió no va ser gaire important en la seva educació. En una entrevista va dir: 
"Ma mare i mon pare eren jueus només per un accident de naixement."
Tot i que els seus assaigs de política van ser publicats per l'editorial Neue Freie Presse, l'editor literari de la qual era el líder sionista Theodor Herzl, Zweig mai es va sentir atret per aquesta forma de nacionalisme.

### Exili, viatges i mort

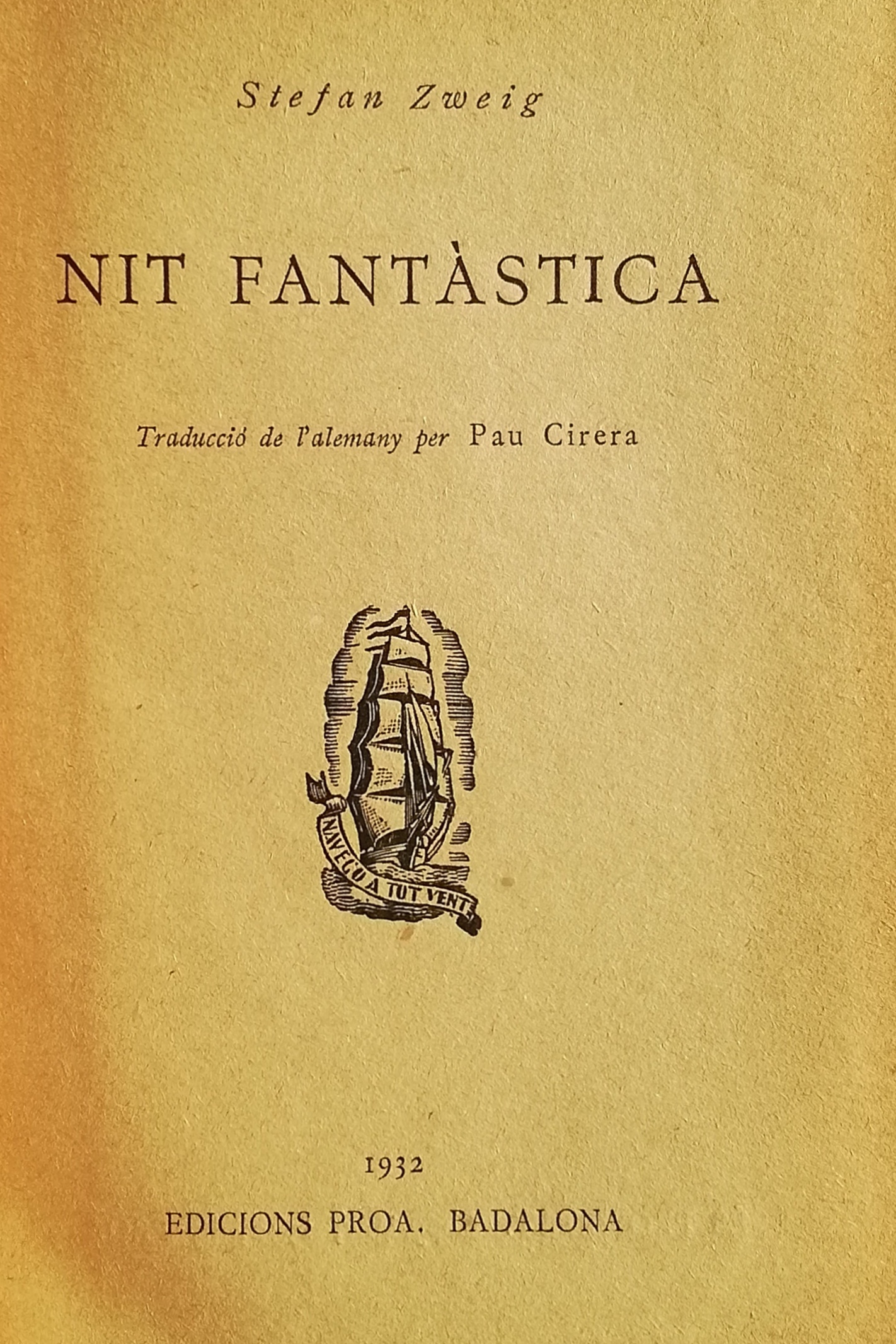
Nit Fantàstica (títol original: Phantastische Nacht) de Stefan Zweig en una traducció catalana publicada a Badalona l'any 1932 dins la col·lecció A tot vent

Després de l'augment de la influència nacionalsocialista a Àustria, el 1934 Zweig es traslladà a Londres; aleshores ja va tenir dificultats per a publicar les seves obres a Alemanya, però hi va poder escriure el llibret per a l'òpera de Strauss. El 1934 va iniciar una sèrie de viatges per l'Amèrica del Sud.
El 1936 els seus llibres van ser prohibits a Alemanya pel règim nazi. El 1938 es va divorciar de la primera esposa i l'any següent es va casar amb Charlotte Elisabeth Altmann i, en l'iniciar-se la Segona Guerra Mundial, Zweig es va traslladar a París. Poc temps després, va viatjar al Regne Unit, país del qual va obtenir la ciutadania. Va viure a Bath i a Londres, i després va viatjar als Estats Units, a l'Argentina i al Paraguai, per fer-hi unes conferències. Després de la publicació de Novel·la d'escacs, el 1941, s'instal·là al Brasil.

Al Brasil va escriure Brasilien: ein Land der Zukunft (Brasil: una terra del futur) el 1941. En aquesta obra, Zweig examina la història, l'economia i la cultura del país. Citant Amerigo Vespucci, hi descriu com els primers navegants europeus van veure el Nou Món: 
"Si el paradís existeix en algun lloc del planeta, no podria ser gaire lluny d'aquí!"
A la ciutat de Petrópolis, el 22 de febrer de 1942, es va suïcidar juntament amb la seva muller, desesperats pel futur d'Europa i la seva cultura (després de la caiguda de Singapur estaven convençuts que el nazisme s'estendria per tot el planeta). Va escriure:
"Trobo que és millor acabar en un bon moment i dempeus una vida en la qual la tasca intel·lectual ha significat el gaudi més pur i la llibertat personal el bé més preuat sobre la Terra."

## Llegats
Stefan Zweig va ser un escriptor molt conegut durant la dècada dels 20 i els 30 del segle xx, per bé que, des de la seva mort, el 1942, la seva obra esdevingué menys familiar per al públic en general.
La seva autobiografia El món d'ahir es va publicar pòstumament el 1944. És un panegíric de la cultura europea, que considerava perduda per sempre.
Hi ha importants col·leccions de manuscrits de l'obra de Zweig a la Biblioteca Britànica i a la Universitat de Nova York a Fredonia, Nova York. La primera és el resultat d'una donació dels seus apoderats, el maig de 1986, i inclou una gran varietat d'elements de gran raresa, entre els quals destaca el catàleg de les obres mozartianes, escrit pel mateix compositor (Verzeichnis).
L'editor Jaume Vallcorba, a través de Quaderns Crema, difongué Zweig al públic català amb la traducció d'obres com Vint-i-quatre hores en la vida d'una dona (1996), Carta d'una desconeguda (1998) i El món d'ahir (2001). El 2014 Edicions de la Ela Geminada publicà El món de 1914, un recull d'articles de Stefan Zweig sobre la Gran Guerra traduïts per Marc Jiménez Buzzi.

## Títols publicats

### Teatre
- Thersite, 1907
- Les Guirlandes précoces, 1907
- Jeremiah, 1916
- La casa a la vora del mar, 1911

### Poesia
- Silberne Saiten ("Cordes de plata"), 1901

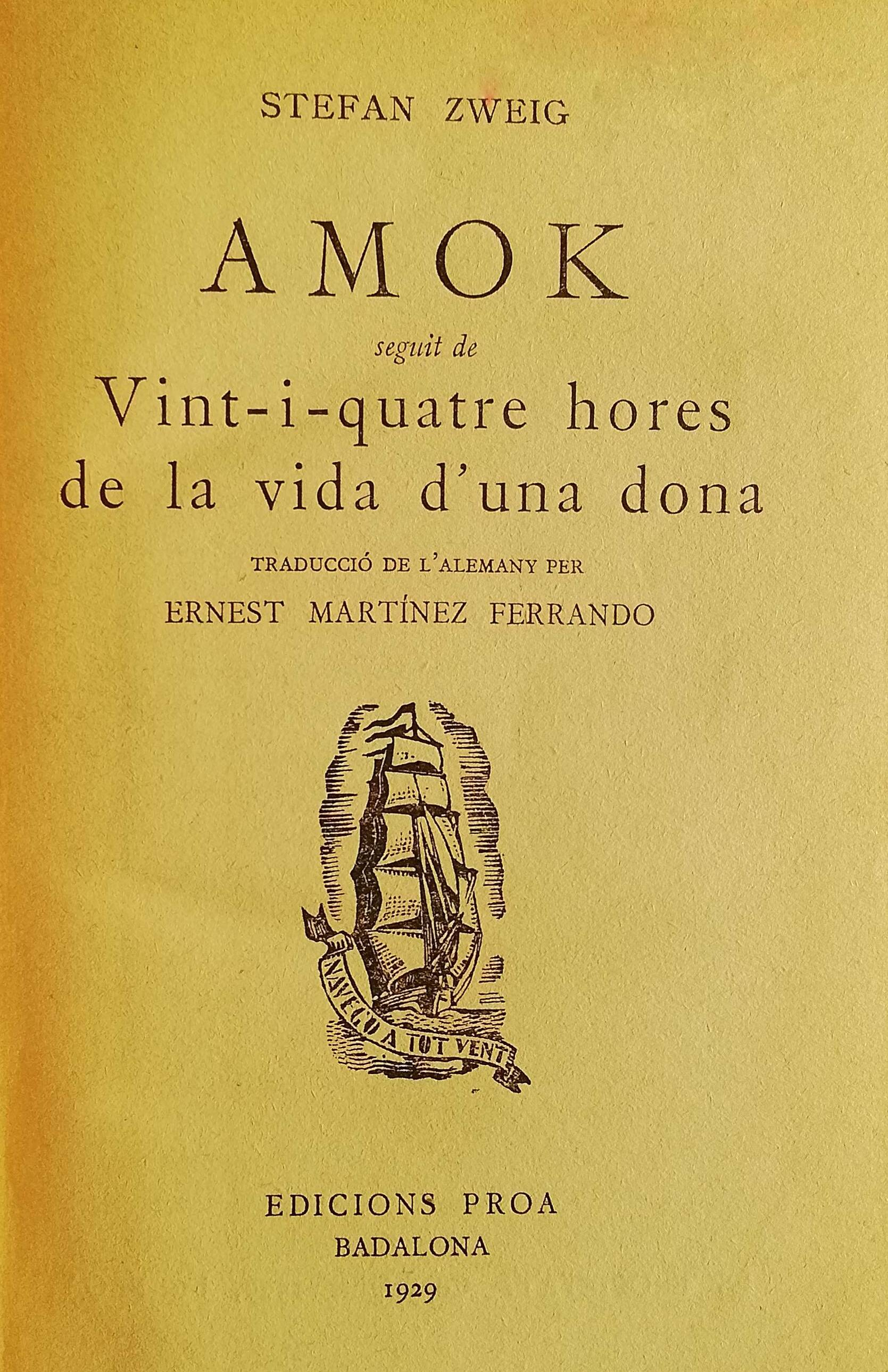
Amok i Vint-i-quatre hores de la vida d'una dona (Vierundzwanzig Stunden aus dem Leben einer Frau) traduïdes al català i publicades a Badalona l'any 1929 dins la col·lecció A tot vent

### Ficció
- L'estrella sobre el bosc, 1904
- Els prodigis de la vida, 1903. Barcelona: Edicions de 1984, 2011.122p.ISBN 9788415091035
- En la neu, 1904
- L'amor d'Erika Ewald, 1904. Viena Edicions, 2020, col. Petits Plaers. 112 p. Traducció de Clara Formosa.
- La Marxa, 1904
- Secret candent, 1913. Barcelona: Quaderns Crema, 1999. ISBN 84-7727-284-0
- Els ulls del germà etern, 1922. Barcelona: Quaderns Crema, 2002. 62 p. ISBN 84-7727-369-3
- Amok o el boig de Malàisia, 1922 (Der Amokläufer). Barcelona: Edicions Proa, Biblioteca A tot vent, 136
- Por, 1925 (Angst). Barcelona: Quaderns Crema, 2018, col. Mínima minor, 105. 128 p. ISBN 978-84-7727-585-5
- La confusió dels sentiments, 1926. Barcelona: La llar del llibre 1989. 196p. ISBN 8472794113
- Carta d'una desconeguda, 1927 (Brief einer Unbekannten). Barcelona: Quaderns Crema, 1998. 90 p. ISBN 84-7727-222-0
- El refugiat, 1927
- La col·lecció invisible, 1927 (Die unsichtbare Sammlung). Girona: Edicions de la ela geminada, 2016. 130 p. Traducció de Marc Jiménez Buzzi. ISBN 978-84-943424-5-5
- El llibreter Mendel, 1929
- Nit fantàstica, 1929. Barcelona: Quaderns Crema, 1998. 138 p. ISBN 84-7727-225-5
- Vint-i-quatre hores en la vida d'una dona, 1929 (Vierundzwanzig Stunden aus dem Leben einer Frau). Barcelona: Quaderns Crema, 1996. 109 p. ISBN 84-7727-172-0
- Viatge al passat, 1929 (Widerstand der Wirklichkeit). Barcelona: Edicions de 1984, 2009. 106 p. ISBN 978-84-92440-39-9.
- El canelobre enterrat, 1937 Girona: Edicions de la Ela Geminada, 2017. 167p. ISBN 978-84-945953-7-0
- La impaciència del cor, 1939 (Ungeduld des Herzens), la seva única novel·la llarga. Barcelona: Quaderns Crema, 2010. 424 p. ISBN 978-84-7727-485-8
- Una boda a Lió i altres relats. Barcelona: Quaderns Crema, 2020. 70p. ISBN 978-84-7727-618-0
- Novel·la d'escacs, 1941 (Schachnovelle). Barcelona: Quaderns Crema, 2001. 100 p. ISBN 84-7727-055-4. La seva novel·la més famosa, versa sobre l'obsessió d'un home amb els escacs, neurosi desenvolupada en la captivitat de la Gestapo.
- L'embriaguesa de la metamorfosi. Barcelona: Quaderns Crema, 2015. 296p. ISBN 978-84-7727-564-0

### Autobiografia
- El món d'ahir: memòries d'un europeu. Barcelona: Quaderns Crema, 2001. 529 p. ISBN 84-7727-335-9. Llibre autobiogràfic publicat pòstumament.

### Biografies
- Émile Verhaeren, 1910
- Fouché: Retrat d'un home polític, 1929. Barcelona: Quaderns Crema, 2004. 280 p. ISBN 978-84-7727-412-4
- Heilung durch den Geist, (Franz Anton Mesmer, Mary Baker Eddy, Sigmund Freud), 1931, és un curt treball en tres parts que consisteix en tres biografies individuals. La idea conductora d'aquesta obra és que la Ciència Cristiana, religió espiritualista fundada per Mary Baker Eddy, i la psicoanàlisi, especialitat mèdica i moviment literari creat per Sigmund Freud, estan basats en els descobriments de l'incomprès hipnotista del segle xviii Franz Mesmer.
- Magellan: Der Mann und seine Tat, 1938. Frankfurt: Fischer, 2003. 316 p. ISBN 3-596-50650-6 En català: Magalhaes: l'home i la seva gesta. Barcelona: Navona, 2019. 329p. ISBN 978-84-17181-96-3
- Maria Stuart. Frankfurt: Fischer, 2000. ISBN 3-596-21714-8
- Marie Antoinette: Bildnis eines mittleren Charakters, 1932. Frankfurt: Fischer, 2003. 575 p. ISBN 3-596-22220-6. En català: Maria Antonieta. Retrat d'un caràcter mitjà. Tr. de Ramon Farrés. La Segona Perifèria, 2023.
- Erasmus, 1934
- Romain Rolland: L'home i la seva obra, 1921
- Tolstoi, 1930. Badalona: Editorial Proa
- Amerigo: la crònica d'un error històric, 1931. Barcelona, Edicions de 1984, 2015. ISBN 9788415835592
- Paul Verlaine
- Balzac, 1922, publicat individualment i inclòs posteriorment en el llibre en tres parts Drei Meister: Balzac, Dickens, Dostojewski.
- Montaigne, 1982 (pòstum). Barcelona: Quaderns Crema, 2008. 120 p. ISBN 978-84-7727-450-6
- Castellio gegen Calvin: Ein Gewissen gegen Gewalt. Frankfurt: Fischer, 1984. 256 p. ISBN 3-596-22295-8
- Drei Meister: Balzac, Dickens, Dostojewski. Frankfurt: Fischer, 1999. 222 p. ISBN 3-596-12278-3
- Confusión: The Private Papers of Privy Councillor R. Von D
- Triumph und Tragik des Erasmus von Rotterdam. Frankfurt: Fischer, 2006. 187 p. ISBN 3-596-22279-6
- Der Kampf mit dem Dämon: Hölderlin, Kleist, Nietzsche. Gesammelte Werke in Einzelbänden. Frankfurt: Fischer, 1982. 284 p. ISBN 3-10-097048-9

### No ficció
- Moments estel·lars de la humanitat, 1927. Barcelona: Quaderns Crema, 2004. 285 p. ISBN 84-7727-421-5
- Brasilien. Ein Land der Zukunft. Frankfurt: Insel, 1997. 302 p. ISBN 3-458-33589-7 [Edició en castellà: Brasil: país de futuro. Barcelona: Cahoba, 2006. 324 p. ISBN 9788494342455]
- Viatges. Barcelona: Editorial Univers, 2021. 168p. ISBN 978-84-17868-31-4

### Edicions en alemany
- Fischer Verlag  publica una gran selecció de les obres de Zweig en aquesta llengua.